# Elżbieta Święcicka
Elżbieta Święcicka-Jaszkowska (ur. 2 stycznia 1922 w Piotrkowie Trybunalskim, zm. 8 grudnia 2019 w Krakowie) – polska aktorka teatralna. Sporadycznie występowała także w filmie. Najbardziej znaczącą rolę zagrała w dramacie Stanisława Różewicza pt. Trzy kobiety (1956),  opowiadającym historię trzech byłych więźniarek obozu koncentracyjnego. Została pochowana  na Cmentarzu Salwatorskim (sektor J, rząd 1, numer grobu - 18).

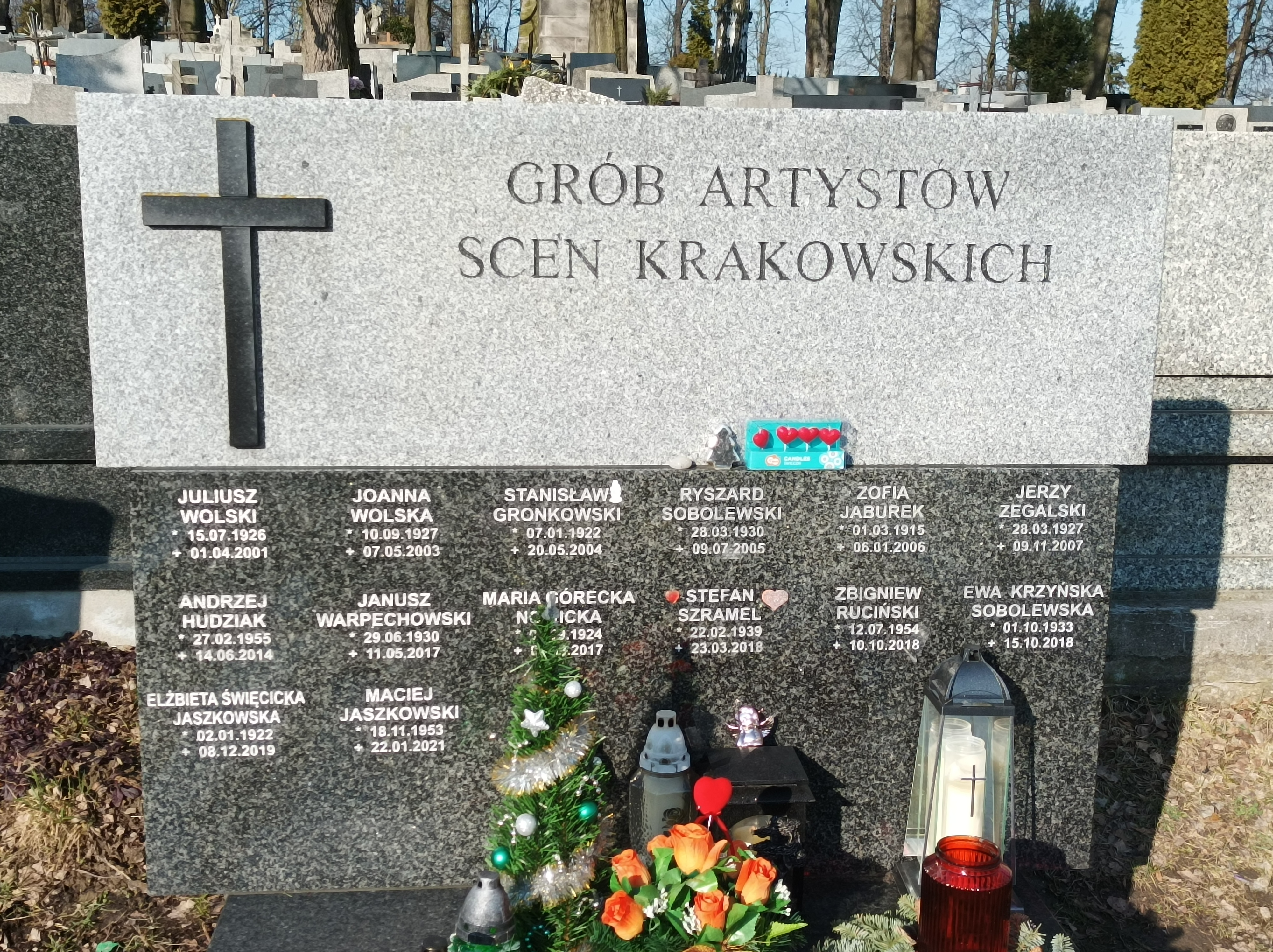
Grób Elżbiety Święcickiej na cmentarzu Salwatorskim w Krakowie

## Kariera zawodowa
- Opera Objazdowa w Warszawie (1946–1947);
- Teatr Muzyczny w Lublinie (1947–1949);
- Teatr Polski w Szczecinie (1950–1951);
- Teatr im. Adama Mickiewicza w Częstochowie (1951–1953);
- Teatr Polski w Bielsku-Białej (1953–1954);
- Teatr im. Cypriana Kamila Norwida w Jeleniej Górze (w latach 1955–1958 – Teatr Miejski);
- Teatr im. Juliusza Słowackiego w Krakowie (1958–1959);
- Bałtycki Teatr Dramatyczny im. Juliusza Słowackiego w Koszalinie (1959–1960);
- Teatr Dramatyczny im. Aleksandra Węgierki w Białymstoku (1960–1963);
- Teatr im. Juliusza Osterwy w Lublinie (1963–1978).

## Filmografia
- 1956: Trzy kobiety jako Maria Zagórska
- 1963: Rozwodów nie będzie jako sekretarka w urzędzie stanu cywilnego (w noweli 2 i 3);
- 1964: Pingwin jako Bączkowa, matka Adasia